# Stazione di Monte Giordano
Stazione di Monte Giordano vasútállomás Olaszországban, Calabria régióban, Montegiordano településen. Az állomás 1869-ben nyílt meg.

## Vasútvonalak
Az állomást az alábbi vasútvonalak érintik:
- Jonica-vasútvonal

## Kapcsolódó állomások
A vasútállomáshoz az alábbi állomások vannak a legközelebb:
- Stazione di Rocca Imperiale
- Stazione di Roseto Capo Spulico